# وایت بلافس (واشینگتن)
وایت بلافس (به انگلیسی: White Bluffs) یک منطقهٔ مسکونی در ایالات متحده آمریکا است که در شهرستان بنتون، واشینگتن واقع شده‌است. وایت بلافس ۱۲۶ متر بالاتر از سطح دریا واقع شده‌است.